# ТЭЦ Лодзь-1
ТЭЦ Лодзь-1 (ЭС-1) — бывшая теплоэлектроцентраль в одноимённом городе центральной Польши.
В 1907 году компания Siemens&Halske ввела в действие первую турбину электростанции в Лодзи мощностью 1,3 МВт. По первоначальному плану объект должен был иметь две турбины с общей мощностью 2,1 МВт, однако почти сразу стало ясно, что это едва покрывает уже существующий спрос. В результате в 1908 и 1912—1913 годах были введены в эксплуатацию еще пять агрегатов, мощность которых становилась все больше: третий имел показатель в 2,25 МВт, мощность четвертого была уже 3,5 МВт, а следующие три добавили более 13 МВт и довели общий показатель площадки до 21,1 МВт.
Во время Первой мировой войны Лодзь была захвачена войсками Германской империи. Два турбоагрегата общей мощностью 8,5 МВт демонтировали и отправили в Германию, откуда после окончания боевых действий удалось вернуть только один. Вместо другого немцы поставили с доплатой немного больший — с показателем в 6,4 МВт, после чего мощность площадки достигла 22,5 МВт.
В 1923 году смонтировали еще одну турбину с показателем 6,4 МВт и необходимые для ее питания три котла типа Garbe (общее количество котлов в центральной котельной станции достигло восемнадцати, при этом все они относились к решетчатым). В 1928 году вместо агрегатов № 2 и № 3 установили большую турбину № 9 мощностью 20 МВт. Всего за два года на станции появился новый агрегат еще большей мощности — 22 МВт, поставленный швейцарской компанией Brown Boveri, кроме того, вскоре турбину № 4 заменили на другую с показателем 6,4 МВт. Дополнительную пару поставили смонтированные в котельной шесть котлов. Наконец, в 1939 году стала до ладу турбина мощностью 30 МВт, что довело показник площадки до 100,75 МВт.
В 1942 году, во время немецкой оккупации, на станции смонтировали 25-й котел. Однако после отступления немцев в январе 1945 года могли работать только два котла и три турбины. Благодаря тому, что рядом с Дрезденом удалось найти 35 вагонов с оборудованием станции, к концу года ее фактическая мощность достигла 50 МВт.
В 1948 году центральную котельную дополнили еще одним котлом — первым и единственным пылевугольным в истории станции. А в 1952 году стал до лада последний, двадцать седьмой котел, который снова относился к решетчатым.
С 1953 года станция начала подавать пар для промышленных нужд и превратилась в теплоэлектроцентраль.
В 2000 году ТЭЦ Лодзь-1 была выведена из эксплуатации (на тот момент в городе действовало еще три теплоэлектроцентралі). На данный момент историческое здание станции преобразовано в центр культуры и искусства.